# ユニバーサル・シティウォーク大阪
ユニバーサル・シティウォーク大阪（ユニバーサル・シティウォークおおさか）は、ユニバーサル・スタジオ・ジャパンに隣接する、エンターテインメント型複合商業施設。
運営は、野村不動産グループの野村不動産コマース。以前は住商アーバン開発株式会社であった。
店舗数は約60店舗。飲食・物販、ホテルとさまざまなテナントが入居している。
JRユニバーサルシティ駅側の広場では毎日のように大道芸人がショーを実施。
また、TAKOPA たこやきパークは大阪で初めて「たこ焼き店」を集積したゾーン。

## 主な施設
レストラン
- ハードロックカフェ
- ババ・ガンプ・シュリンプ
- がんこ
- FUGETSU USA
- 鎌倉パスタ
- 神戸元町ドリア
- ポムの樹
- 風神雷神 RA-MEN
- 焼肉でん
- AEN TABLE
- パスタフローラ
- スシロー

ファストフード
- TAKOPA たこやきパーク
- マクドナルド
- モスバーガー
- クレージークレープス
- ポップコーンパパ
- Golden Spoon
- ファンファン
- うどんぐら

ショップ
- ユニバーサル・スタジオ・ストア
- FOSSIL
- クレアーズ
- ピンクラテ
- INDEX HusHusH
- ローソン
- マツモトキヨシ
- Little OSAKA

宿泊施設
- ホテル近鉄ユニバーサル・シティ
- ホテル京阪ユニバーサルシティ
- ホテル京阪 ユニバーサル・タワー
- ザ パーク フロント ホテル アット ユニバーサル・スタジオ・ジャパン

## 閉鎖した施設
- シナボン
- クアアイナ
- ウルフギャング・パック・カフェ
- 青龍門
- 加賀屋
- シカゴ・フォー・リブス
- ベネトン
- HMV
- スターバックス・コーヒー（ホテル京阪 ユニバーサル・タワーに移転）
- +Sweets（プラス・スウィーツ）
- 大阪市ビジターズインフォメーションセンター
- JUMP SHOP
- アメリカンファーマシー
- エディオン

## アクセス
- JRゆめ咲線 ユニバーサルシティ駅直結

## 周辺施設
- ユニバーサル・スタジオ・ジャパン（直結）
- ホテル京阪 ユニバーサル・タワー（直結）
  - ローソン
  - スターバックスコーヒー
  - ハーゲンダッツアイスクリーム
- ホテルユニバーサルポート（徒歩3分）
- ユニバーサル・シティ・ポート
- 海遊館